# El Arca de Zoé
El Arca de Zoé (en francés L'Arche de Zoé) es una ONG francesa establecida en París, de carácter no lucrativo y dedicada a los huérfanos y a la ayuda humanitaria.
La asociación posee una rama belga, «Kiro et Louna – Collectif de soutien aux familles d’accueil des orphelins du Darfour» hermanada con el «Collectif des familles pour les orphelins du Darfour» (COFOD) francés. Ninguna de estas asociaciones dispone de permiso para gestionar adopciones.

## Principios e historia
El Arca de Zoé fue creada en 2005 a raíz del tsunami del 26 de diciembre de 2004. A partir de 2006, se especializaría principalmente en la protección de las víctimas infantiles y juveniles de la crisis de Darfur. Según la asociación, sus equipos de intervención constan de médicos, enfermeros, bomberos y otros especialistas en gestión de crisis.
El Arca de Zoé se ha destacado por sus agrias denuncias contra el gobierno sudanés a raíz de su papel en el conflicto, así como contra las estrategias empleadas por la ONU y otras agencias humanitarias en la zona.

## Incidente en Chad
A principios de la primavera de 2007, El Arca de Zoé adoptó el objetivo de "salvar" a los niños de Darfur por el procedimiento de expatriar a 10 000 de ellos a Europa y los Estados Unidos como refugiados, con el apoyo de una red de familias de acogida.
Registrada en Chad bajo el nombre «Children Rescue», aunque no en Sudán, seis personas del Arca de Zoé llegaron al este de Chad a finales de septiembre de 2007, transportados por el ejército francés. El equipo fue detenido por la policía de Abéché el 25 de octubre de 2007 en la propia pista del aeródromo, mientras se disponían a embarcar a 103 niños con dirección a Francia. A pesar de las explicaciones del Arca de Zoé de que los niños eran huérfanos y se encontraban en orfanatos de Darfur, la ONU descubrió que los niños en realidad eran chadianos y que en su mayoría tenían algún padre o tutor. El presidente chadiano Idriss Déby les acusó de ser una organización «pedófila» o «dedicada al tráfico de órganos», si bien tales acusaciones no parecieron tener fundamento.
La tripulación española de la aeronave de la compañía Girjet con la que se disponían a realizar la evacuación fue igualmente arrestada, y acusados de complicidad en «secuestro y tráfico de menores» por las autoridades chadianas.
Tras negociaciones del gobierno español y francés, el presidente de Francia, Nicolás Sarkozy visitó Chad y volvió con el periodista y las auxiliares de vuelo españolas. Más tarde serían liberados sin cargos el resto de la tripulación de la aeronave. Los seis miembros de El Arca de Zoé detenidos fueron condenados el 26 de diciembre de 2007 a ocho años de trabajos forzados. No obstante, en virtud de un acuerdo entre Chad y Francia, fueron repatriados para cumplir una pena equivalente en su país de origen, ya que en el sistema penal francés no existe la pena de trabajos forzados. Cada uno de los seis miembros de la organización fue condenado a pagar a cada una de las 103 víctimas la cantidad de 87.000$, siendo un total de 9 millones de dólares por condenado. El fundador de la organización, Eric Breteau está entre las seis personas condenadas. Un chadiano y un sudanés, colaboradores del rapto de los niños fueron condenados a cuatro años de prisión y dos funcionarios chadianos detenidos fueron absueltos.[cita requerida]